# Août 2003

## Vendredi1eraoût2003
- Après cinq jours de coma, Marie Trintignant meurt à l'hôpital de Neuilly-sur-Seine où elle avait été rapatriée depuis Vilnius en Lituanie.
  - Selon certains avis, elle serait véritablement décédée en Lituanie, mais le rapatriement sanitaire d’un malade est plus facile et surtout plus rapide administrativement que le rapatriement du corps d’un défunt.
- Le Conseil de sécurité des Nations unies vote la résolution 1497, présentée par les États-Unis, afin d’autoriser le déploiement d’une force ouest-africaine au Liberia.
- Un attentat-suicide à la voiture piégée détruit un hôpital militaire russe situé à Mozdok, en Ossétie du Nord, près de la Tchétchénie, faisant près de 50 morts.

## Samedi2 août 2003
- En France :
  - Le leader syndical paysan, José Bové, est libéré après 40 jours de détention à la maison d’arrêt de Maguelonne près de Montpellier, mais avec une assignation à résidence après trois semaines de prison.
  - Les 2 et 3 août, en Corse, 22e Journées internationales de Corte lors desquelles Yvan Colonna, soupçonné d’être l’assassin du préfet Érignac est célébré comme un héros.
    - Dans la nuit, la stèle du préfet Érignac, à Ajaccio est brisée.

## Dimanche3 août 2003
- Formule 1 : Grand Prix d'Allemagne.

## Lundi4 août 2003
- Décès d’Alice Saunier-Seïté à l’âge de 78 ans. Elle fut ministre des universités sous Valéry Giscard d'Estaing.

## Mardi5 août 2003
- Attentat à la voiture piégée devant un hôtel de luxe, à Jakarta en Indonésie, revendiqué par la Jamaah Islamiyah : 16 morts.

- Record de température pour la France à Conqueyrac et Saint-Christol-lès-Alès : 44,1 °C

## Jeudi7 août 2003
- Attentat à la voiture piégée contre l’ambassade de Jordanie à Bagdad : 17 morts. Cet attentat survient une semaine après l’arrivée des 2 filles de Saddam Hussein à Amman.
- L’extrémiste musulman javanais, Amrozi, qui est un des responsables du double attentat de Bali le 12 octobre 2002, est condamné à mort par un tribunal spécial de Dempasar. 37 autres complices sont en attente de jugement.

## Vendredi8 août 2003
- Du 8 au 10 août, grand rassemblement altermondialiste Larzac 2003 : sur le plateau du Larzac : 150 000 à 300 000 participants. José Bové, récemment sorti de prison, y tient la vedette.
- En Irak, l’ancien ministre de l’Intérieur Mahmoud Diab al-Ahmad est arrêté.
- Alors que depuis le 29 juin, les organisations palestiniennes respectaient la trêve qu’elles avaient décidée, l’armée israélienne, attaque et investi le camp de réfugié d’Aksar, près de Naplouse, dans le but de s’emparer d’un haut responsable du Hamas : quatre palestiniens et un soldat israélien sont tués. Le Hamas appelle à la riposte.

## Samedi9 août 2003
- Jour le plus chaud en France.

## Dimanche10 août 2003
- Décès, à Boulogne-Billancourt, du cinéaste Jacques Deray à l’âge de 74 ans.

## Lundi11 août 2003
- Décès à Paris, de lady Diana Mosley, à l’âge de 93 ans. Elle était une des six sœurs Mitford qui avaient défrayées la chronique à leur époque.
- Charles Taylor quitte la présidence du Liberia, en abandonnant le pouvoir au vice-président Moses Blah et s’exile au Nigeria.
- Riduan Isamuddin dit « Hambali », soupçonné d’être le « cerveau » de l’attentat du 4 août à Jakarta, est capturé en Thaïlande.

## Mardi12 août 2003
- Fin de la canicule en France qui a été la plus importante vague de chaleur depuis l’été 1947. Selon la direction générale de la Santé, la vague de chaleur a provoqué directement ou indirectement une surmortalité de 14 802 morts pour la France entière.
- Deux attentats-suicide en Israël. L’un contre un supermarché à Tel-Aviv, et l’autre à proximité de la colonie juive d’Ariel en Cisjordanie : 2 israéliens tués et 12 blessés.

## Mercredi13 août 2003
- Dans l’affaire de l’attentat de Lockerbie, un accord entre les familles des victimes et les autorités de la Jamahiriya arabe libyenne, a été signé à Londres, par lequel le gouvernement libyen s’engage à payer 2,7 milliards de dollars, en échange de la levée des sanctions de l’ONU et des États-Unis.
- La France, dans l’affaire de l’attentat contre le DC-10 au-dessus du Ténéré en 1989, réclame une réévaluation des 35 millions de dollars accordés en 1999 aux familles des victimes.

## Jeudi14 août 2003
- En Corse : attentat à la bombe à Ajaccio : 5 blessés.
- Une panne d’électricité à très grande échelle dans le Nord-Est Américain et une partie du Canada, touche les villes de New York, Cleveland et Détroit aux États-Unis, ainsi que Toronto et Ottawa au Canada. Au total 50 millions de personnes ont été privées de courant pendant de longues heures. Si l'origine officielle de la panne est une défaillance sur une ligne à haute tension de l’Ohio, la raison réelle est due à un ver informatique nommé blaster.[réf. nécessaire]
  - Il ne s’agit pas d’un attentat mais d’une défaillance sur une ligne à haute tension de l’Ohio, qui selon un phénomène, bien connu, d’écroulement de type « château de cartes », a provoqué l’effondrement complet du réseau.
  - En 10 ans la demande d’électricité a augmenté de 35 % alors que la capacité de distribution n’augmentait que de 18 %.
  - En 1965, 1977, 1996 et 2000 plusieurs incidents sérieux avaient déjà mis en relief la vétusté du réseau nord-américain. Les États-Unis ne manquent pas de puissance électrique, mais capacité de distribution.
  - L’ancien secrétaire d'État à l'Énergie de l’administration Clinton, Bill Richardson déclare : « Nous sommes une superpuissance avec un réseau électrique du tiers-monde ».
- En Afghanistan, le chaos s’étendant, l’OTAN prend le commandement de l’ISAF (Force Internationale d’assistance à la Sécurité) à Kaboul.
- Les israéliens tuent un chef local du Jihad islamique palestinien, au cours d’un raid de Tsahal à Hébron.
- 150 marines américains débarquent à Monrovia, capitale du Liberia.

## Vendredi15 août 2003
- Le gouvernement de la Serbie demande au nouveau chef de la Minuk (Mission des Nations unies au Kosovo), le finlandais Harri Holkeri, de « tout faire pour arrêter » les violences antiserbes au Kosovo.
  - Depuis la mise sous tutelle de l’ancien province serbe, en juin 1999, par la « communauté internationale » à la suite de la guerre déclenchée par l’OTAN, 180 000 Serbes ont dû fuir la province pour se réfugier en Serbie, 1 136 serbes ont été enlevés, sans plus aucune nouvelle, et 987 serbes ont été assassinés. Il s’agit d’une épuration ethnique sans précédent gérée par les Nations unies, il ne reste aujourd’hui au Kosovo que quelques milliers de Serbes, retranchés dans quelques villages.
- En Irak, attentat à la dynamite contre l’oléoduc pétrolier reliant Kirkouk au port turc de Ceyhan.

## Samedi16 août 2003
- Décès à Djeddah, où il vivait en exil depuis 1983, de l’ancien dictateur ougandais Idi Amin Dada à l’âge de 80 ans. Il avait été au pouvoir de 1971 à 1979.

## Dimanche17 août 2003
- Attentat à Bastia : 1 blessé.
- Neuf nouvelles arrestations en Indonésie, liées à l’attentat du 4 août à Jakarta.
- En Irak :
  - Au nord de Bagdad, sabotage d’une conduite d’eau potable.
  - À Bagdad, tir d’un obus sur la prison d’Abou Ghraib : 6 détenus irakiens sont tués.
  - À Bagdad, un cadreur palestinien de l’agence Reuters Mazen Dana est tué par des tirs américains.

## Lundi18 août 2003
- En France, le premier bilan de la canicule estimant cinq milliers de morts, est considéré comme une hypothèse plausible par le ministre de la Santé Jean-François Mattei qui met en cause le directeur général de la Santé, le professeur Lucien Abenhaïm. Celui-ci démissionne et contre-attaque. La polémique tourne à la crise politique et on peut commencer à parler d’affaire de la canicule.
- En Irak :
  - Attentat-suicide au quartier général de l’ONU à Bagdad.
  - À Mossoul, au Kurdistan irakien, l’ancien vice-président du régime déchu, Taha Yassine Ramadan est arrêté.
- À Accra au Ghana, les deux mouvements rebelles et le nouveau gouvernement du Liberia signent un accord de paix.
- À la suite de l’accord annoncé le 13 août, dans l’affaire de l’attentat de Lockerbie, le gouvernement du Royaume-Uni dépose un projet de résolution sur la levée des sanctions. Le gouvernement français menace de mettre son veto.
- Au Mali, Libération des quatorze derniers touristes enlevés en février et mars 2002 dans le Sahara algérien.

## Mardi19 août 2003
- Attentat au camion piégé contre le quartier général de l’ONU à Bagdad : 23 morts dont le chef de la mission onusienne, le brésilien Sérgio Vieira de Mello.
  - Le président George W. Bush déclare : « Le monde civilisé ne sera pas intimidé (…) Les États-Unis, nos amis et les Nations unies seront aux côtés du peuple irakien au moment où il reprend possession de son pays et de son avenir. »
- Attentat-suicide dans un autobus à Jérusalem-Ouest : 18 passagers sont tués.
- À Casablanca au Maroc, fin du procès des 87 militants islamistes poursuivis dans le cadre de l’attentat du 16 mai à Casablanca : 4 condamnations à mort et 37 à perpétuité sont prononcées. Un autre procès doit se tenir à partir du 25 août.

## Mercredi20 août 2003
- Les Pompes funèbres générales avancent le chiffre de dix mille morts dus à la canicule.

## Jeudi21 août 2003
- Le président Jacques Chirac, dans une allocution télévisée annonce un plan d’aide aux personnes âgées.
- Durant l’enquête de la commission Hutton sur l’affaire David Kelly, un témoin raconte que David Kelly lui aurait dit, le 27 février, à Genève, qu’il serait « probablement retrouvé mort dans les bois », si l’Irak était attaqué,
- Le Parlement argentin vote l’abrogation des lois d’amnistie de 1986-1987 concernant les actes commis pendant la dictature militaire de 1976 à 1983.
- En Irak, le Centcom (Commandement central américain) annonce la capture de l’ancien ministre de la Défense Ali Hassan al-Majid, alias Ali le chimique pour sa responsabilité dans les nombreux gazages contre son peuple.
- Israël riposte à l’attentat du 19 août par un raid d’hélicoptère à Gaza, tuant un des fondateurs du Hamas, Ismaïl Abou Chamah, et par le rétablissement du barrage routier coupant en deux la bande de Gaza.

## Vendredi22 août 2003
- Le premier ministre Jean-Pierre Raffarin reçoit les représentants de certains syndicats agricoles et leur annonce une aide de 500 millions d’euros, destinée à compenser une partie des pertes (1 à 4 milliards d’euros) dues à la sécheresse.
  - La confédération paysanne et son leader José Bové protestent de ne pas avoir été reçu.
- Le Hamas et le Jihad islamique palestinien dénoncent la trêve de trois mois décrétée unilatéralement le 29 juin.

## Samedi23 août 2003
- Au Stade de France de Saint-Denis, lors de la cérémonie d’ouverture des 9e championnat du monde d’athlétisme, une partie de l’assistance siffle et conspue le premier ministre Jean-Pierre Raffarin.
- Le Portugais Ramiro Lopes Da Silva remplace le brésilien Sergio Vieira de Mello, assassiné le 19 août, dans sa mission de chef de la mission onusienne en Irak.

## Dimanche24 août 2003
- En Corse, un ancien sympathisant de FLNC, Maurice Galeani est assassiné en plein Ajaccio.
- Troisième échec du Brésil (après ceux de 1997 et 1999) dans sa tentative de lancer un satellite artificiel en orbite terrestre. La fusée explose sur de la base d’Alcântara et fait 21 morts parmi les techniciens au sol.
- À Gaza, 2 activistes du Hamas et 2 membres de la garde rapprochée de Yasser Arafat sont tués.
- Formule 1 : Grand Prix de Hongrie. Fernando Alonso remporte la première victoire de sa carrière, au volant d'une Renault, il s'agit du plus jeune vainqueur de l'histoire.

## Lundi25 août 2003
- En Corse, 4 détenus de droit commun s’évadent de la maison d’arrêt d’Ajaccio, et un autre centre de détention est la cible d’un attentat.
- En Côte d'Ivoire :
  - Une dizaine de personnes impliquées dans la préparation d’un coup d’État contre le président ivoirien Laurent Gbagbo sont arrêtés à Paris.
  - Deux soldats français de l’opération « Licorne » sont tués par des rebelles.
- À Bombay en Inde, deux attentats à la voiture piégée font 52 morts et de nombreux blessés. Le gouvernement indien accuse l’implication du Pakistan.
- À Casablanca au Maroc, ouverture du procès de 34 autres islamistes dont le français Pierre Robert, alias Abou Abderrahmane, alias l’émir aux yeux bleus, accusé d’être le chef de réseaux impliqués dans ces attentats.
- Au Rwanda, la première élection présidentielle depuis le génocide de 1994 est remportée par le président sortant Paul Kagame.

## Mardi26 août 2003
- Dans l’affaire du préfet Érignac, Marc Simeoni, un des fils d’Edmond Simeoni, figure historique de l’autonomie Corse, est arrêté dans le cadre de l’enquête sur les complicités dont aurait bénéficié Yvan Colonna dans sa cavale.

## Mercredi27 août 2003
- Décès de Pierre Poujade, à l’âge de 82 ans. Il a été le fondateur en 1953 de l’UDCA (Union de défense des commerçants et artisans).
- À Pékin, ouverture de discussions entre la Chine, la Corée du Nord, la Corée du Sud, les États-Unis, le Japon et la Russie, au sujet de la crise au chantage nucléaire, engendrée par le gouvernement nord-coréen.

## Jeudi28 août 2003
- Dans l’affaire David Kelly, après l’audition, la veille, du ministre de la défense Geoff Hoon, le premier ministre Tony Blair est à son tour entendu par la commission Hutton. Il nie toute falsification des rapports des services de renseignements.

## Vendredi29 août 2003
- En France : 
  - L’INVS (Institut national de Veille sanitaire) fait état de 11 435 décès qui serait dus à la canicule.
  - Décès de l’acteur Michel Constantin à l’âge de 79 ans.
- À la suite de l’audition du premier ministre britannique Tony Blair, devant la commission Hutton, son directeur de la communication, Alain Campbell, démissionne.
- En Irak, attentat à la voiture piégée à Nadjaf : 82 morts dont l’un des chefs chiites, l’ayatollah Mohammed Baqer Hakim.

## Samedi30 août 2003
- Décès de l'acteur Charles Bronson.

## Dimanche31 août 2003
- À la suite de la mort d'un de leur chef religieux, les chiites de Nadjaf en Irak manifestent avec des armes et disent vouloir remettre de l'ordre dans le pays par eux-mêmes, les occupants américains et la police irakienne n'en étant pas capable.
- Deux nouveaux incendies de forêts ont commencé dans le massif des Maures, et près de Cagnes-sur-Mer (Alpes-Maritimes), dans le Sud-Est de la France.
- La France termine les championnats du monde d'athlétisme avec sept médailles dont deux en or.

## Naissances
- 4 août : Anastasia Bachynska, gymnaste artistique ukrainienne
- 7 août : Félix Lemaréchal, footballeur serbe
- 12 août :
  - Mateo Tanlongo, footballeur argentin
  - Lilli Purtscheller, footballeuse autrichienne.
- 17 août : 
  - Mathieu Capella, acteur français
  - Riku Yamane, footballeur japonais
- 18 août : Petar Ratkov, footballeur serbe
- 19 août : 
  - Solomon Bonnah, footballeur néerlandais
  - Steele Stebbins, acteur américain
  - Kacper Trelowski, footballeur polonais
- 20 août :
  - Gabriel de Belgique, prince de Belgique
  - Théo Pourchaire, pilote automobile français
- 24 août : 
  - Aliona Kostornaïa, patineuse artistique russe
  - Jalen Neal, footballeur américain
- 26 août : Paxten Aaronson, footballeur américain
- 28 août : Quvenzhané Wallis, actrice afro-américaine
- 30 août : Matěj Jurásek, footballeur tchèque